# Éric Virgal
Éric Virgal, né le 28 juin 1953 à Fort-de-France en Martinique, est un auteur, compositeur, interprète de zouk et producteur français. Il produit également des spectacles et des émissions télévisées pour la télévision martiniquaise, canadienne et américaine. 
Ses chansons à succès font le tour des Antilles françaises, d'Haïti et de la Guyane. Il a réalisé de nombreux duos avec la chanteuse Orlane.
Sur son album ZikZag de 2002, il compose la chanson Aimé Césaire en hommage au poète.
En 2012, il enregistre Lady chérie en duo avec Meiway, un single mêlant zouk et zoblazo. 

## Discographie
- "Stanislas" (1971)
- "Baille Chabon"
- "Malediction / Laissez Moin Rentrer"
- "Ba Moin Bagaille La - Au Revoir ! Adieu !"
- "Eric Virgal chante Simon Jurad"
- "Je Ne Suis Pas Celui Qu'on Dit / Alle Apprend' Palé Français"
- Il était une fois... toi et moi
- Café au lait - Éric Virgal chante Simon Jurad
- Éric Virgal (1987)
- Allé Simp (1988)
- Virgal Eric (1988)
- Koulè kafé (1990)
- Gold (1992)
- Live in New York (1995)
- Tendre et rebelle (1995)
- Pawol ek mizik (1998)
- Plézi (2001)
- ZikZag (2002)
- Les meilleures chansons d'Éric Virgal (2006)
- Les incontournables d'Eric Virgal (2015)

### Réalisations
- Le chant des sirènes 2000 (2000)
- Caraïbes Zouk Folies-Mi zouk-la (2000)
- Caraïbes Zouk Folies-vol. 2-C la fête ici a (2001)
- Caraïbes Zouk Folies-vol. 3-Que du bonheur an ti kay-la (2006)
- Caraïbes Zouk Folies-vol. 4-L'anti-kriz (2009)